# 大曲輝斎
大曲 輝斎（おおまがり てるよし、1974年10月15日 - ）は、日本のプロボクサー。宮崎県西諸県郡出身。ヨネクラボクシングジム所属。第44代日本ウェルター級王者。

## 来歴
1993年4月6日、プロデビューするも4R判定負け。
1996年12月21日、東日本ウェルター級新人王を加山利治と争うも、6R判定引分で敗者扱いで敗退となり引退する。
2000年6月6日、3年半ぶりの復帰戦で田中寿憲と対戦し、1-2ながらも5R判定負け。
2001年10月25日、第15回B級トーナメントウェルター級で杉山幸一を2RKOで下し優勝。
2002年11月1日、第16回A級トーナメントウェルター級で日高和彦を下し優勝。8連続KO勝利で日本ウェルター級2位に浮上。
2005年9月23日、湯場忠志の持つ日本ウェルター級王座に挑戦。1R40秒KO勝利で王座を獲得した。
2006年3月21日、同級2位竹中義則を2RKOで下し初防衛。
2006年9月19日、同級5位新井恵一に大苦戦の末逆転の9RKO勝利で2度目の防衛。
2007年1月3日のボクシング・グランプリ2007、対アレハンドロ・ガルシア戦で3RTKO勝ちを収め、2007年現在タイトル獲得、2度の防衛を含め現役日本人最長となる12連続KOとなった。
2007年1月24日、眼筋麻痺の治療のため3度防衛したタイトルを返上。
2008年10月、関係者及び後援者らに引退する決意を示した。
2008年11月18日、1年10か月ぶりに再起戦の予定であったが、足の故障のため欠場となった。

## 獲得タイトル
- 第15回KSD杯争奪B級トーナメントウェルター級優勝
- 第16回KSD杯争奪A級トーナメントウェルター級優勝
- 第44代日本ウェルター級王座（防衛3）